# 8958 Stargazer
8958 Stargazer eller 1998 FJ126 är en asteroid i huvudbältet som upptäcktes den 23 mars 1998 av den australiensiske amatörastronomen John Broughton vid Reedy Creek-observatoriet. Den är uppkallad efter det engelska uttrycket Stargazer vilket betyder Stjärnskådare.
Asteroiden har en diameter på ungefär 6 kilometer.